# Gustav Hedenvind-Eriksson
Gustav Hedenvind-Eriksson, född Gustav Hedvin Eriksson 17 maj 1880 i byn Gubbhögen i Alanäs socken i norra Jämtland, död 17 april 1967 i Abrahamsberg i Stockholm, var en svensk författare. Han var den store pionjären för de svenska arbetarförfattarna och skrev bland annat om skogsarbetarnas och rallarnas liv och arbete. Han hade själv arbetat som skogsarbetare, flottare, rallare och jordbrukare, och besökte som sjöman många utländska städer. Hedenvind tillhörde under sina yngre år den frihetliga socialismen och många av sina alster skrev han då för tidningen Brand.
Hedenvind debuterade 1910 med romanen Ur en fallen skog som handlar om de svenska skogsbolagens plundring av en gammal bondebygd och hur det påverkar människorna där. I sin självbiografi Med rallarkärra mot dikten beskriver han en autodidakts bildningsväg. 
Under 1980-talet dramatiserades Hedenvinds debutroman och romanen Silverskogen sydväst om månen av teateramatörer från hans hemtrakter i norra Jämtland, och i samband med detta bildades även författarsällskapet Hedenvindsällskapet år 1984. Det litterära priset Hedenvindplaketten delas sedan 1980 varje år ut till en författare som skriver i hans anda.   Hedenvindkojan, en rekonstruktion av den skogsarbetarkoja som Hedenvind bodde i när han skrev sin debutroman, byggdes på initiativ av sällskapet och invigdes i Gubbhögen sommaren 1998 som sällskapets egen föreningslokal.

## Biografi

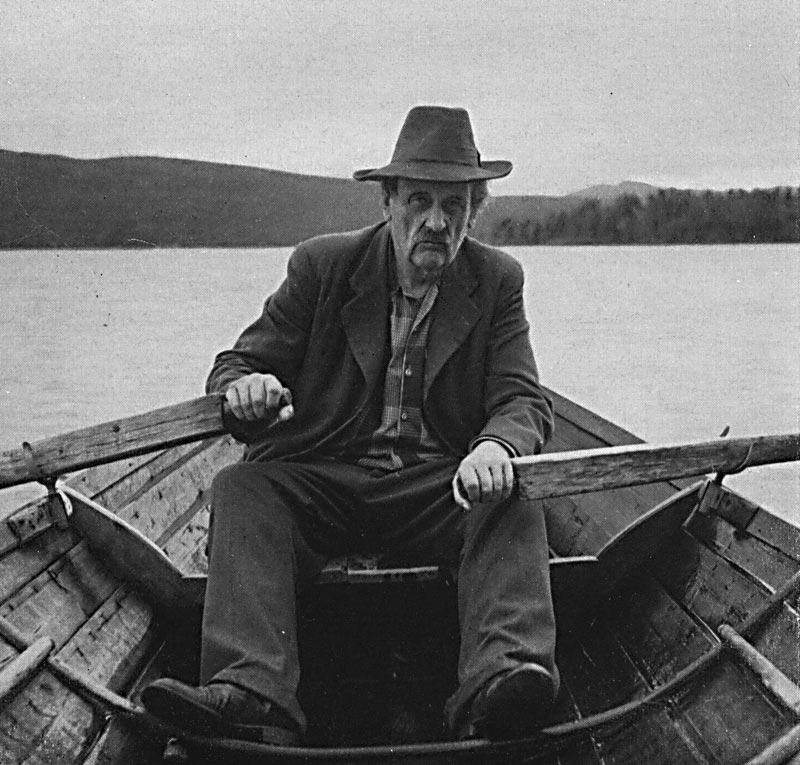
Hedenvind ror på Flåsjön i Jämtland på 1950-talet.

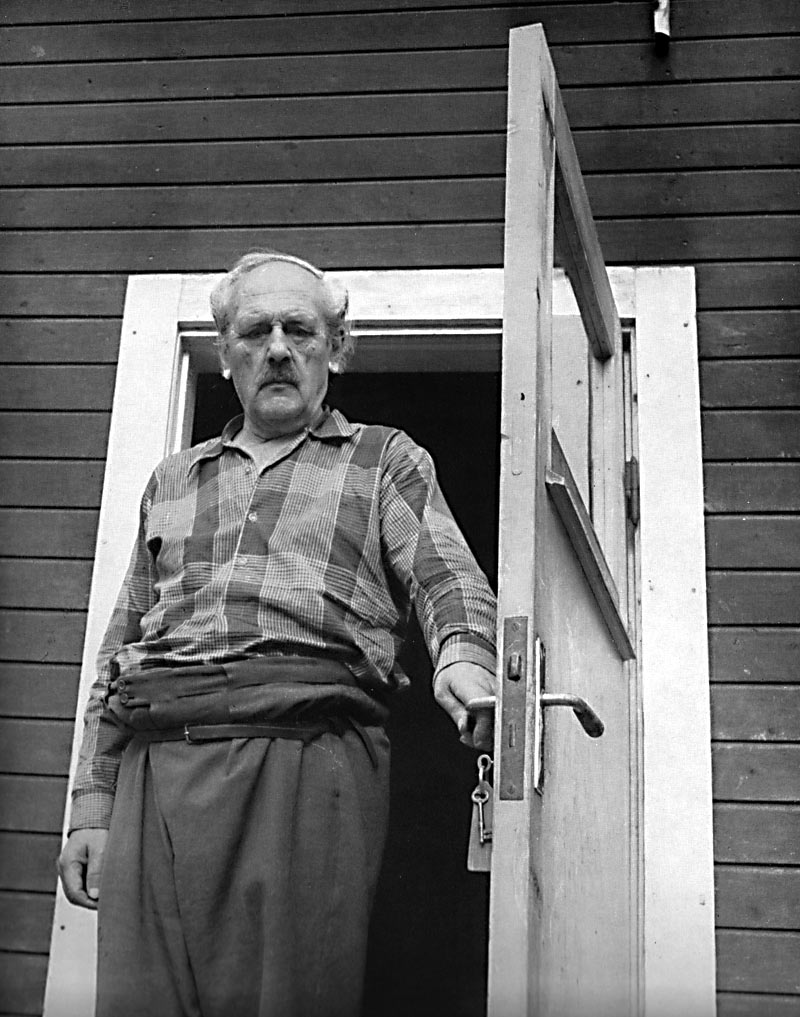
Hedenvind i dörren till sin stuga på Kyrknäset i Hotagen, Jämtland, på 1950-talet.

### Tidiga år
Hedenvind var den äldste sonen på ett bondehemman i byn Gubbhögen vid Flåsjön, där fadern även var timmerdrivare och handelsman. Han lämnade hemmet och hembygden redan i femtonårsåldern efter ett stort slagsmål med fadern, som inte accepterade hans läslust och hans försök att utveckla sin begåvning, både i skrift och musikaliskt som fiolspelman. "Spelmän är fyllhundar och horkarlar!" sammanfattade fadern, och slog sönder Hedenvinds egenbyggda fiol. Han blev sedan en kringflackande skogsarbetare och anläggningsarbetare under många år. Ett avbrott i arbetet inträffade när han själv lyckades finansiera en kurs på Birka folkhögskola 1903–04, som kom att inspirera honom, inte minst genom de personliga kontakerna där.
Hans debutbok Ur en fallen skog (1910) handlar om de genomgripande samhällsförändringarna i hans jämtländska hemtrakter under de stora och ofta hänsynslösa skogsexploateringarna i Norrland under andra halvan av 1800-talet. Han riktade i boken skarp kritik mot de svenska skogsbolagens framfart, men även mer romantiska inslag ingår i handlingen. Brytningen mellan bondesamhälle och industrialism gestaltas även i Vid Eli vågor (1914), en roman som inspirerades av hans arbete som vattenrallare vid det stora kraftverksbygget i nedre Dalälven vid Älvkarleö. Elivågor syftar på den fornnordiska mytologin och isfloderna i skapelseberättelsen.

### Första världskriget och mellankrigstiden
Första världskriget gav upphov till en expressionistisk period i hans författarskap med symboliska berättelser där hans tro på evolutionen fördjupades, särskilt i kortromanerna Tiden – och en natt (1918), En dröm i seklets natt (1919) och Tidens offerväsen (1920) där miljön är nordskandinavisk Järnets gåta (1921), som också hör till hans symbolistiska period, handlar på ett plan om människor i början av järnåldern, men på ett annat plan om industrialiseringens följder och dess samband med världskriget och klasskampen. Under den följande mer realistiska och optimistiska perioden skrev Hedenvind "rallartrilogin" De förskingrades arv (1926), Det bevingade hjulet (1928) och På friköpt jord (1930), som berättar om livet och solidariteten i ett rallarlag.
Trots att han utgivna böcker värderades högt av många kritiker, och särskilt av de yngre arbetarförfattarna, kunde Hedenvind inte leva på sitt författarskap. En riksinsamling genomfördes på initiativ av dessa inför hans 50-årsdag 1930, och för de insamlade pengarna köpte Hedenvind en mindre bondgård till sig och sin familj, gården Skäggetorp i Taxinge,  öster om Mariefred i Södermanland. Under åren på Skäggetorp skrev han bland annat En bondes dagbok (1937) som innehåller inslag om de kooperativa strävandena bland svenska bönder. Han tvingades efter en olyckshändelse lämna gården i slutet av 1930-talet och flyttade med sin familj till ett hus söder om Stockholm.

### 1940-talet och senare skrivande
Ett mycket produktivt skede i Hedenvinds författarskap var 1940-talet, med hans jämtlandsberättelser Jämtländska sagor: Jamtristningar (1941), Sagofolket som kom bort (1946) och Jorms saga (1949), med berättelser och sägner från gamla tider i norra Jämtland som han hört som barn av sin morfar och andra berättare i hemtrakterna. Dessa jämtlandssagor avslutades senare med Gismus jägares saga (1959). Under decenniet skrev han också sin numera klassiska självbiografi Med rallarkärra mot dikten (1944) om en autodidakts bildningsväg. Boken skrevs på uppmaning av hans förste biograf, litteraturvetaren Örjan Lindberger, och hans vänner bland de yngre arbetarförfattarna. Han skrev senare ytterligare två självbiografiska böcker, men då mera episodiskt och reflekterande: Befrielse: den morgon som bidar bortom natten (1958) och Gudaträtan och proletärdiktaren (1960).
Hedenvind återvände under 1950-talet till debutbokens motiv och miljöer under "trävarutiden", men nu till dess första skede under 1850-talet och framåt, där han berättade om hur seder, bruk och värderingar förändrades hos den norrländska bondebefolkningen. Han anknöt som alltid typiskt "hedenvindskt" till både folksagor, Eddan och bibliska berättelser. Denna romankvartett består av böckerna Silverskogen sydväst om månen (1950), Guld och mjöl (1951), Snöskottning i paradiset (1952), samt den mer fristående Gästabudet (1951). De är skrivna med en stor portion humor  och ett drastiskt bildspråk, med många insprängda skrönor som han hört berättas vid elden i skogskojorna under tiden som skogsarbetare.

### Sista tid och död
Gustav Hedenvind-Eriksson avled 1967 i Bromma i västra Stockholm. Han begravdes på Skogskyrkogården.

### Samlingar och urval
- På minnets älv : ett prosaurval / sammanställt av Lars Furuland och Erik Gamby ; samt med en inledning av Eyvind Johnson. Bokgillets kulturbibliotek, 99-0392465-8. Uppsala: Bokgillet. 1961. Libris 1516753
- Vår Herres åker : noveller /  i urval av Conny Svensson. Trend pocket, 99-0106035-4. Stockholm: Rabén & Sjögren. 1971. Libris 10050

## Priser och utmärkelser

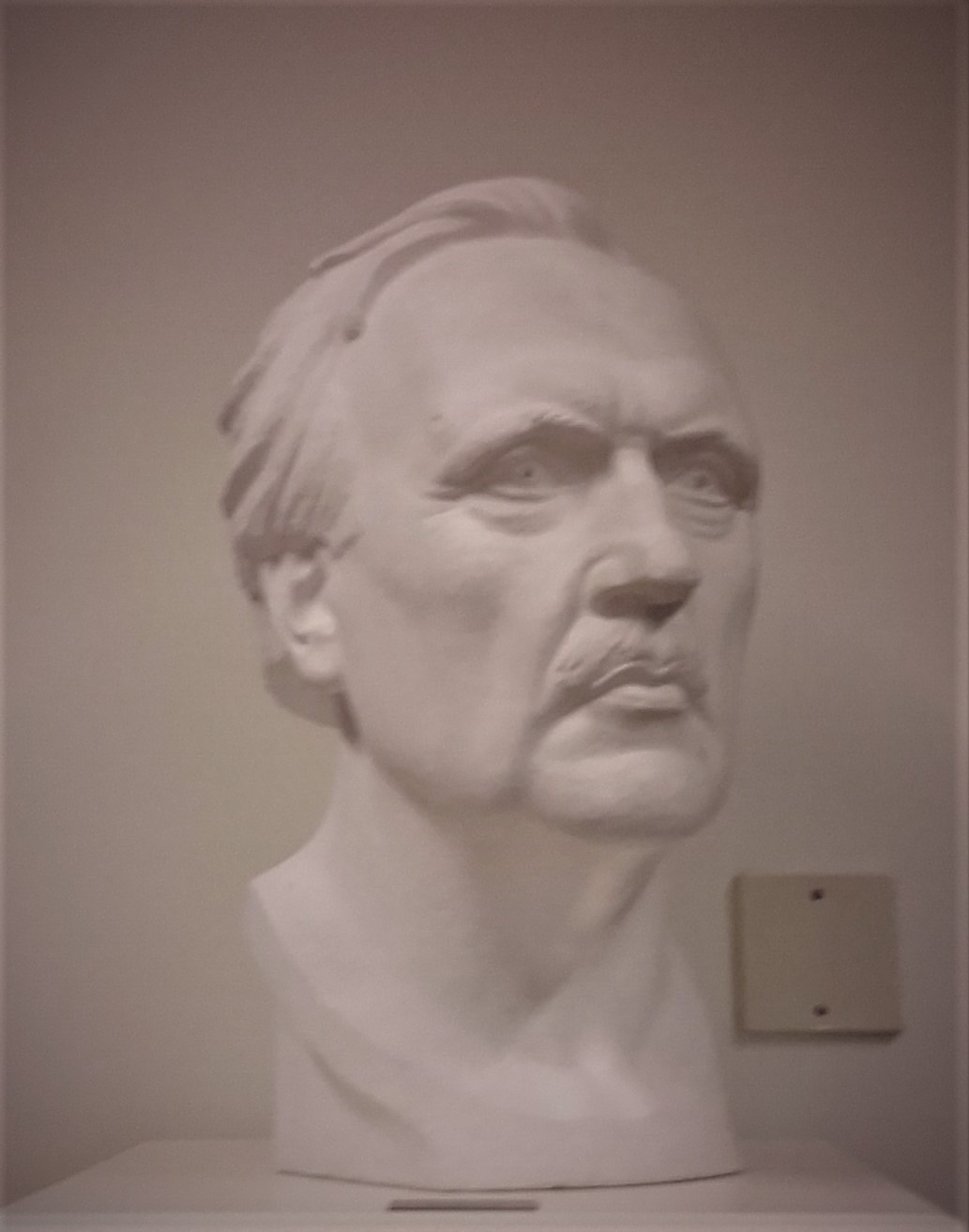
Byst av Olof Ahlberg på Östersunds bibliotek.

- 1941 – Hedersledamot vid Norrlands nation
- 1955 – Boklotteriets stipendiat
- 1956 – Hedersdoktor vid Uppsala universitet
- 1958 – Boklotteriets stipendiat
- 1959 – Doblougska priset
- 1959 – Östersunds-Postens litteraturpris
- 1961 – De Nios Stora Pris
- 1964 – Signe Ekblad-Eldhs pris

Hedenvindskolan i Strömsund har fått sitt namn till hans minne, och en minnestavla över honom finns på skolan.